# Cherrapunji
Cherrapunji (ook vaak bij de historische naam Sohra genoemd) is een census town in het district East Khasi Hills van de Indiase staat Meghalaya.
De stad is vooral bekend vanwege de enorme hoeveelheid neerslag; ze geldt als een van de natste plekken op aarde. Verder is de stad bekend van haar levende bruggen. Ondanks de enorme regenval kent het gebied ook periodes met acuut watertekort, waarbij de bewoners vaak lang moeten reizen om drinkbaar water te halen. Irrigatie is bijna niet mogelijk omdat de regen de bovenste bodemlaag regelmatig wegspoelt.

## Geschiedenis
De oorspronkelijke naam van de stad was Sohra (uitgesproken als "Churra" door de Britten). Deze naam is in de loop der tijd vervangen door Cherrapunji. Het woord "cherrapunji" betekent 'land van de sinaasappelen'.
De geschiedenis van de Khasi, de bewoners van Cherrapunji, gaat terug tot de eerste helft van de 16e eeuw. Ze werden in de 16e tot 18e eeuw overheerst door de syiems. In 1883 begon de Britse overheersing.

## Geografie
Cherrapunji ligt op 1484 meter boven zeeniveau, op een plateau in het zuiden van de Khasiheuvels.
De grond op het plateau is van slechte kwaliteit als gevolg van ontbossing en vele overstromingen. Vanwege de droogte in de winter is de vegetatie in het gebied grotendeels xerofyt. De snelgroeiende bevolking zorgt voor een grote druk op het ecosysteem.
De valleien rond Cherrapunji worden gekenmerkt door groene en diverse vegetatie.

## Klimaat

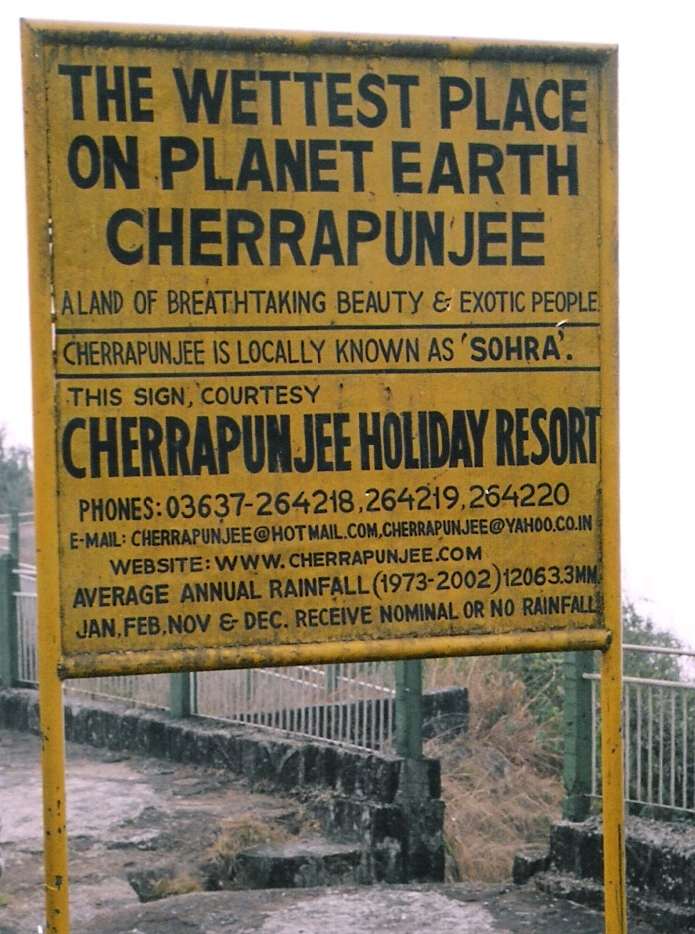
Cherrapunji is de natste plek op aarde

Cherrapunji heeft een mild zeeklimaat tot subtropisch hooglandklimaat. De temperatuur varieert van 11,6 graden Celsius in januari tot 20,6 graden Celsius in juli.
De regenval in Cherrapunji is uitzonderlijk hoog. De zomer wordt gekenmerkt door meerdere moessons. De gemiddelde hoeveelheid neerslag per jaar is 11.777 millimeter. De stad is in het bezit van twee wereldrecords voor meeste neerslag: de meeste hoeveelheid een jaar tijd (22.987 millimeter tussen augustus 1860 en juli 1861), en de meeste hoeveelheid in een maand tijd (9300 millimeter in juli 1861). Cherrapunji ligt dusdanig dat de stad regen ontvangt van zowel de zuidwestelijke als noordoostelijke moessons. De stad ligt aan de loefzijde van de heuvels, waardoor een stuwingsneerslag ontstaat. De meeste regenbuien worden aangevoerd vanuit de Golf van Bengalen. De meeste regen valt in de ochtend.

## Demografie
Volgens de Indiase volkstelling van 2001 wonen er 10086 mensen in Cherapunjee, waarvan 49% mannen en 51% vrouwen. De alfabetiseringsgraad ligt met 74% hoger dan het landelijk gemiddelde van 59.5%.

## Cultuur
De lokale bevolking staat bekend als de Khasis.
In de loop der eeuwen heeft de bevolking methodes ontwikkeld voor het maken van levende bruggen. Hiervoor worden boomwortels zo gemanipuleerd dat ze automatisch tot bruggen uitgroeien. Dit proces duurt 10 tot 15 jaar. De oudste bruggen zijn 500 jaar oud.